# Olmo al Brembo
Olmo al Brembo es una localidad y comune italiana de la provincia de Bérgamo, región de Lombardía, con 516 habitantes.

## Evolución demográfica
| Gráfica de evolución demográfica de Olmo al Brembo entre 1861 y 2001 |
|                                                                      |
| Fuente ISTAT - elaboración gráfica de Wikipedia                      |